# Strophipogon
Strophipogon is een vliegengeslacht uit de familie van de roofvliegen (Asilidae).

## Soorten
- S. bromleyi Hull, 1958